# Lang Lang
Lang Lang (čínsky pchin-jinem Láng Lǎng, znaky 郎朗; * 14. června 1982 Šen-jang, Čína) je čínský pianista.
Na klavír začal hrát ve třech letech pod dohledem profesora Ču Ja-fena. O dva roky později vystoupil poprvé veřejně. Výrazným zlomem jeho kariéry bylo vystoupení v srpnu 1999, kdy zastoupil Andrého Wattse na festivalu Ravinia. Zde pod taktovkou Christopha Eschenbacha zahrál s Chicago Symphony Orchestra první klavírní koncert od Petra Iljiče Čajkovského.
V roce 2008 zahrál jako klavírní sólista na albu Music of the Spheres od Mika Oldfielda.

## Diskografie

### Alba
- 2001: Recorded Live At Seiji Ozawa Hall, Tanglewood
- 2002: Klavierkonzert 3 & Etüden
- 2008: Dreams of China
- 2008: Chopin – The Piano Concertos (se Zubinem Mehtou a Vídeňskými filharmoniky)
- 2013: Prokofiev: Piano Concerto No. 3 - Bartók: Piano Concerto No. 2 (se Simonem Rattlem a Berlínskými filharmoniky)
- 2013: Lang Lang - The Highest Level Prokofiev 3 & Bartok 2
- 2014: Lang Lang at the Royal Albert Hall
- 2015: Lang Lang in Versailles
- 2016: New York Rhapsody – Live from Lincoln Center
- 2019: Piano Book
- 2020: Goldberg Variationen (Ludwig van Beethoven)